# Модель идентичности бренда Дэвида Аакера
Модель идентичности бренда Д. Аакера (Brand Identity System) – система, позволяющая выделить характерные особенности бренда, разработанная Д. Аакером в 1995 г.  Д. Аакер определяет идентичность бренда как «уникальный набор марочных ассоциаций, который стремится создать или поддерживать разработчик бренда. Эти ассоциации представляют собой значения бренда и обещания, которые даются потребителям членами организации». Модель состоит из двух уровней: стержневого и расширенного. На стрежневом уровне определяются самые важные качества бренда, позволяющие сформировать его  идентичность. Расширенная идентичность дополняет образ бренда ассоциациями и состоит из четырёх направлений: бренда как товара, бренда как организации, бренда как индивидуальности, бренда как символа. Данные направления в свою очередь разбиты на 12 позиций.
Характеристика идентичности бренда как товара  осуществляется путем определения границ, свойств, качеств товара, сферы его пользования, страны происхождения и потребителей.  Бренд как организация состоит из атрибутов организации и её локализации/глобализации. Бренд как индивидуальность состоит из самой индивидуальности (к примеру, искренности, надежности), а также взаимоотношений между брендом и покупателем («советчик», «друг»). Бренд как символ определяется с помощью характерных ему визуальных образов и метафор, а также наследия бренда.
 История.  Модель идентичности бренда была впервые представлена Ж.-Н. Капферером  в 1986 г. Дэвид Аакер — признанный специалист в области маркетинга и брендинга, выпускник Стэнфордского университета, углублённо изучал вопросы брендинга с 80-х годов прошлого века. Модель идентичности бренда была впервые им представлена  в 1995 г. в книге «Создание сильных брендов».
 Альтернативные точки зрения. Наиболее известной является альтернативная модель идентичности бренда (Brand Identity Prism) Ж.-Н. Капферера, состоящей из 7 элементов, 6 из которых заключены в призму. Эти элементами являются физические данные, индивидуальность, культура, взаимоотношения потребителя с брендом, отражение, т.е. желаемый образ потребителя в глазах других, и самообраз потребителя. Седьмой элемент – это сама суть бренда в нескольких словах.   Свои модели идентичности бренда разработали Л. де Чернатони (Великобритания) и К.Л. Келлер (США). В модели Л. де Чернатони заключены 5 уровней идентичности бренда, при этом каждый предыдущий уровень является базой для последующего: атрибуты, выгоды, эмоциональное вознаграждение, ценности и личностные качества . У К. Л. Келлера модель состоит из трех элементов: позиционирования бренда, его ценности и кодов (сущности) .
  Последствия. Модель идентичности бренда позволяет четко определить особенности того или иного бренда и его отличие от бренда конкурентов, способствует запоминаемости бренда потребителем и облегчает идентификацию товара среди аналогичных. Создание модели идентичности бренда способствовало развитию бренд-менеджмента и появлению моделей брендинга (брендинга 4D, колеса бренда, пирамиды бренда и др.) .
Влияние на науку, общество, политику. Развитие идентичности бренда приводит к появлению новых торговых марок, логотипов, нейминга, форм товаров, что в свою очередь, влечет за собой развитие технологий упаковки товаров, дизайна, фирменного стиля компании, коммуникаций и продвижения.